# Casa John y Amelia McClintock
La casa John y Amelia McClintock es una casa histórica ubicada en 321 E. Main Street, Grafton (Illinois).

## Historia
El constructor de barcos John McClintock construyó la casa para su familia alrededor de 1910. La casa de hormigón revestida de roca, algo inusual en los edificios de piedra caliza de Grafton, tiene un diseño Reina Ana. La entrada está ubicada en la esquina de un porche delantero envolvente y está rematada por un techo cónico. El frente de la casa tiene un tramo recortado, lo que le da a la casa una apariencia asimétrica, y el tejado a dos aguas tiene múltiples componentes; ambas características son típicas de los diseños Reina Ana. La estructura ahora se utiliza como propiedad comercial.
La casa fue agregada al Registro Nacional de Lugares Históricos el 16 de febrero de 1994.